# Festival international du film arabe d'Oran 2024
Festival international du film arabe d'Oran 2024 . La 12ème édition du Festival international d'Oran du film arabe se déroule du 04 oct 2024 au 10 oct 2024 à Oran. Le président du jury est l'acteur Sami Bouajila. Les films ont été projetés dans les salles de la ville comme : Maghreb ,Cinémathèque , Saada .

## Présentation
17 pays arabes ont participé avec 60 films en compétition et participants à la 12ème édition, qui s'est tenue à l'hôtel Méridien en présence du ministre de la Culture et de nombreux artistes locaux et étrangers.
Programme de cette  édition figure également la projection des Documentaires d’Oran ,  Tapis rouge ,  Classiques d’Oran , ainsi que des ateliers d’actorat et de master classes, dont l’animation sera assurée par Rachid Bouchareb et le critique libanais, Ibrahim El-Ariss .

## Faits marquants

### Au cours de la préparation
- Le festival revient après une interruption de 6 ans.
- L'artiste Abdelkader Djeriou nommé commissaire du festival[5] .
- Le slogan de la 12ème édition, « De la distance zéro... De Gaza à Oran », est un témoignage vivant des crimes de l'entité sioniste contre les Palestiniens[6].

### Lors de la cérémonie d'ouverture
- Mme Soraya Mouloudji, ministre de la Culture et des Arts avec said sayoud wali de la wilaya d'Oran, supervise la cérémonie d'ouverture [7] à la salle de spectacle de l’hôtel Méridien à Oran[8] .

- Le réalisateur Costa Gavras[9]  et Michèle Ray-Gavras  et Lakhder Hamina honoré lors de la cérémonie d'ouverture [10].

### Pendant le festival
- L'actrice syrienne Suzan Najm Al-Din a suscité la polémique dans les médias algériens avec ses déclarations selon lesquelles elle ne connaissait pas les artistes algériens[11].Elle s’est ensuite rétractée et a justifié sa déclaration en disant qu’elle n’avait pas bien compris la question[12].
- Hommage à l'artiste Fadhila Hachmaoui lors de la cérémonie de clôture[13] .

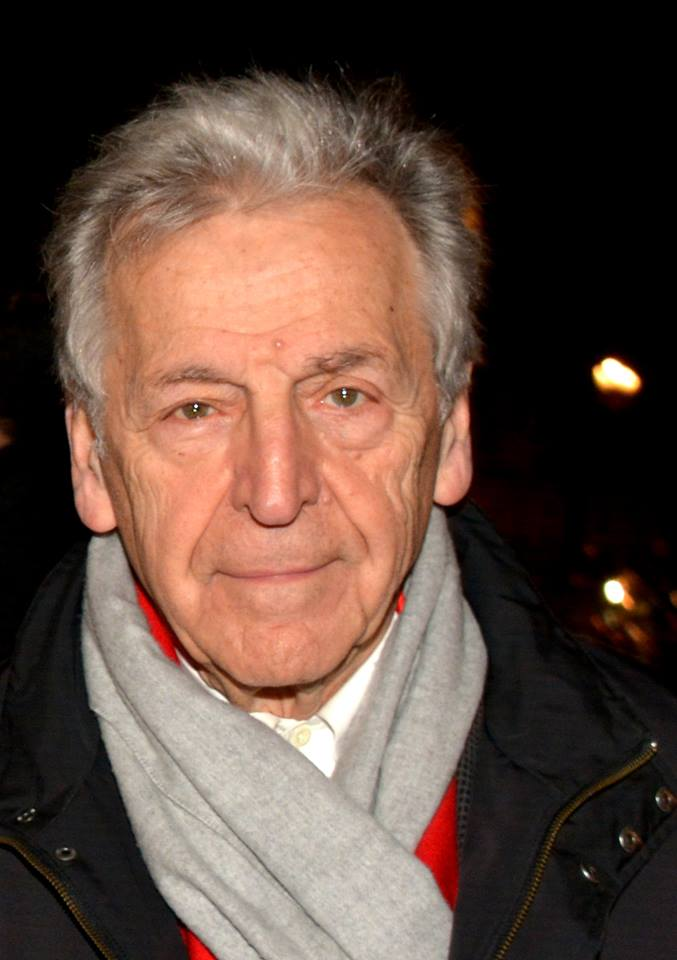
Costa-Gavras
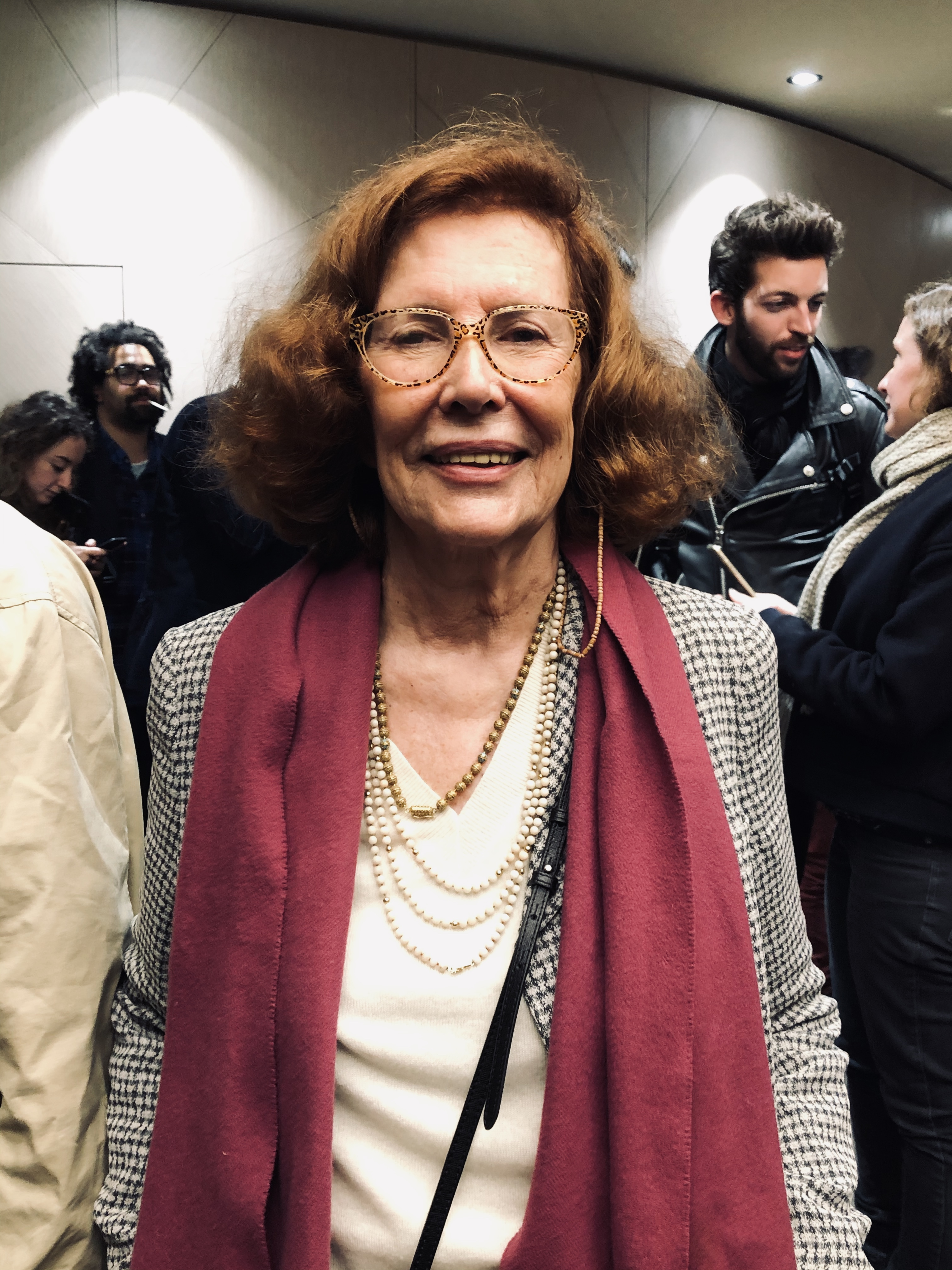
Michèle Ray-Gavras
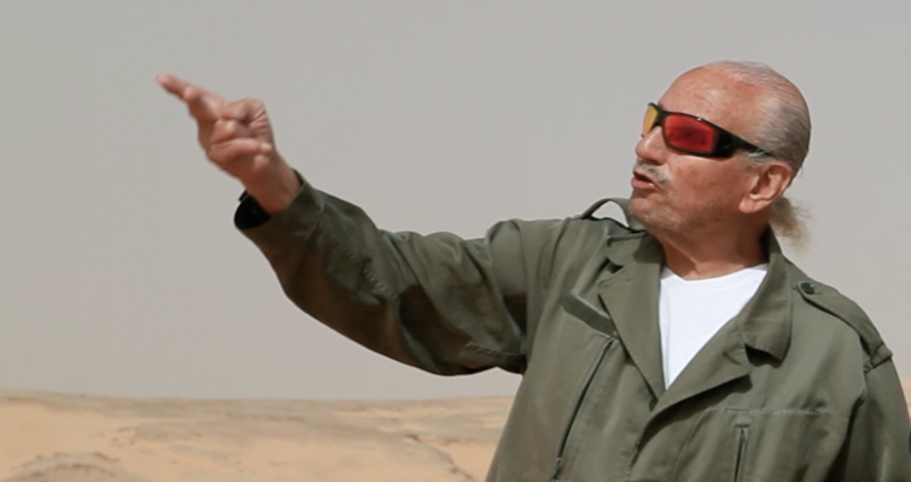
Mohamed Lakhdar Hamina
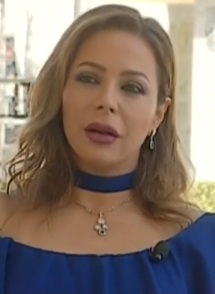
Suzan Najm Aldeen

## Équipe de festival
| Commissaire du festival | Coordonnateur général | Directeur artistique | Responsable des médias | Responsable logistique | Directeur de l'administration |
| ----------------------- | --------------------- | -------------------- | ---------------------- | ---------------------- | ----------------------------- |
| Abdelkader Djeriou      | Fayçal Chibani        | Lynda Belkhiria      | H’mida Ayachi          | Yassin El Alaoui       | Bilal Yahiaoui                |

## Identité visuelle
Chawki Boukaf a conçu l’affiche de la 12ème édition.

## Jurys

### Longs métrages
|    | Pays            | Nom               | Qualité                                             |
| -- | --------------- | ----------------- | --------------------------------------------------- |
| 01 | France          | Sami Bouajila     | Comédien , réalisateur                              |
| 02 | Algérie         | Rachid Benhadj    | Réalisateur ,Scénariste                             |
| 03 | Arabie saoudite | Hanaa Omair       | Réalisatrice , scénariste                           |
| 04 | Italie          | Katia Greco       | Comédienne ,Militante défendant le droit des femmes |
| 05 | Bahreïn         | Bassam Al-Thawadi | Réalisateur,scénariste                              |

### Courts métrages
|    | Pays     | Nom                | Qualité                          |
| -- | -------- | ------------------ | -------------------------------- |
| 01 | Algérie  | Niddal El mallouhi | Comédien , Scénariste,prodicteur |
| 02 | Jordanie | Layaly Badr        | Scénariste ,productriste         |
| 03 | Syrie    | Joud Said          | Réalisateur et prof de cinéma    |

### Documentaire
|    | Pays              | Nom                | Qualité                                                                                         |
| -- | ----------------- | ------------------ | ----------------------------------------------------------------------------------------------- |
| 01 | Drapeau de l'Irak | Abbas Fahdel       | Professeur en cinéma ,réalisateur                                                               |
| 02 | Algérie           | Abd El Karim Kadri | Ecrivain , poete , critique de cinéma.                                                          |
| 03 | Tunisie           | Amine Boukheris    | Producteur ,réalisateur                                                                         |
| 04 | Libye             | Mohaned Lamine     | Producteur, réalisateur et monteur                                                              |
| 05 | Suisse            | Madeline Robert    | Directroce du Fonds suisse pour le cinéma dans les pays à faible capacité de production en 2023 |

### Comité des critiques
|    | ¨Pays      | Nom           | Qualité                                                                       |
| -- | ---------- | ------------- | ----------------------------------------------------------------------------- |
| 01 | Égypte     | Amel El Gamal | Scénariste et Spécialiste en sciences del'image du cinéma et de la télévision |
| 02 | Algérie    | Toufik Hakem  | Journaliste et producteur                                                     |
| 03 | Suède Irak | Qais Qasim    | Journaliste                                                                   |

## Récompenses

### Long métrage
|    | Prix                     | Film                       | Nom               | Pays                              |
| -- | ------------------------ | -------------------------- | ----------------- | --------------------------------- |
| 01 | Wahr d'or                | Courrier de nuit           | Ali Kalthami      | Arabie saoudite                   |
| 02 | Wahr d'argent            | Les Lueurs d'Aden          | Amr Gamal         | Soudan Arabie saoudite Yémen      |
| 03 | Wahr de bronze           | Baghdad Messi              | Sahim Omar Kalifa | Irak Royaume de Hollande Belgique |
| 04 | Prix du jury             | Terre de vengeance         | Anis Djaad        | Algérie                           |
| 05 | Prix du meilleur acteur  | Terre de vengeance         | Samir Hakim       | Algérie                           |
| 06 | Prix du meilleur actrice | Si Dieu le veut, un garçon | Mona Hawaa        | Jordanie                          |
| 07 | Prix d'encouragement     | Capitana                   | Hossem Sanssa     | Tunisie                           |

### Court métrage
|    | Prix                 | Film                                 | Realisateur                  | Pays            |
| -- | -------------------- | ------------------------------------ | ---------------------------- | --------------- |
| 08 | Wahr d'or            | Lini africo                          | Marouan Labib                | Tunisie         |
| 09 | Prix du jury         | Nous avons besoin d’aide cosmique.   | Ahmed Imad                   | Égypte          |
| 10 | Prix d'encouragement | Ton père...très probablement Transit | Les freres Tolba Baqir Rabai | Mauritanie Irak |

### Documentaire
|    | Prix                      | Film                               | Realisateur   | Pays                 |
| -- | ------------------------- | ---------------------------------- | ------------- | -------------------- |
| 11 | Wahr d'or longs métrages  | Poursuivre la lumière éblouissante | Yaser Kassab  | Drapeau de la Syrie  |
| 12 | Wahr d'or courts métrages | Tahtouh                            | Mohamed Ouali | Drapeau de l'Algérie |